# Vodní nádrž Vranov
Vodní nádrž Vranov, též Vranovská přehrada, je přehradní nádrž vybudovaná na řece Dyji v blízkosti městečka Vranov nad Dyjí. S rozlohou 7,6 km² jde o desátou největší přehradní nádrž na území České republiky. Hráz přehrady je vysoká 60 m a v koruně měří 291 m. Vzniklá přehrada je dlouhá 29,8 km a zasahuje pod hrad Bítov do údolí Želetavky a pod zříceninami hradů Cornštejn a Frejštejn u obce Podhradí nad Dyjí. Byla vybudována v letech 1929–1933. Přehrada slouží vedle energetických a vodárenských úkolů k rekreaci. Rekreační střediska se koncentrují do okolí Vranova nad Dyjí, Bítova a Podhradí nad Dyjí.

## Historie
Úvahy o výstavbě řady vodních děl v údolí Dyje mezi Podhradím nad Dyjí a Znojmem probíhaly již v Rakousko-uherské monarchii. Původně bylo navrženo pět stupňů, přičemž Vranovská přehrada byla stupněm nejvyšším. Za duchovního otce tohoto díla je označován rakouský stavební inženýr Ferdinand Schmidt (1887–1941), na jehož náhrobku na vranovském hřbitově je vyryto „Initiator Frainer Talsperre“.
Výstavba přehrady, včetně udělení koncese na využití vodních sil pro výrobu elektřiny, byla Podyjským závodům povolena vodohospodářským rozhodnutím Okresního hejtmanství Znojmo, ze dne 28. srpna 1912 na dobu devadesát let trvání. Po vzniku Československé republiky v roce 1918 se po dohodě s Podyjskými závody stal investorem přehrady stát a Země Moravskoslezská za přispění akciové společnosti Západomoravské elektrárny. Výběrem nejvhodnějšího místa pro výstavbu tehdy největšího přehradního díla v Československu Moravská pověřila zemská správa profesora brněnské České vysoké školy technické Jaroslava Jahna, jenž v roce 1919 podal dobrozdání, které se opíralo o starší studii H. Becka. V roce 1929 byly stavbou Vranovské přehrady pověřeny tři akciové společnosti: Českomoravská stavební společnost v Praze, Lanna společnost v Praze a Pittel und Brausewetter v Brně. Projekt, který byl během stavby přehrady doplňován o nové poznatky získané při stavbách velkých přehrad v zahraničí, vypracoval Zemský úřad v Brně.
V roce 1929 vyhrálo zakázku na stavbu Vranovské přehrady konsorcium firmy Pittel & Brausewetter spolu s firmami Lanna a Českomoravská stavební společnost. V březnu 1930 se začala údolní přehrada budovat společně s novým Bítovem, dvěma mosty a inženýrskými stavbami v novém Bítově. Vedením stavby byl pověřen zemský vrchní stavební rada Karel Navrátil. Stavbu vodního díla v letech 1930–1934 vedl hlavní stavební inženýr Míka. K realizaci stavby vranovské přehrady přispěl mimo dalších odborníků také Vladimír Heger, který se v letech 1962–66 podílel i na budování znojemské přehrady.
Dílo, na němž v průběhu stavby pracovalo 2 500 lidí, bylo dokončeno za tři a půl roku a na podzim roku 1933 se vodní nádrž začala napouštět vodou. Dne 11. dubna 1934 bylo připojeno na síť první soustrojí vodní elektrárny. V červenci 1934 začala na přehradě fungovat osobní lodní doprava, s ní i rekreace na vranovské pláži a postupně i v dalších lokalitách podél přehradního jezera. Maximální provozní hladina 349,0 m n. m. byla v přehradě poprvé dosažena 12. dubna 1935.

### Lodní doprava
Dne 11. července 1934 byl zahájen na Vranovské přehradě provoz lodní dopravy. V roce 1992 byla doprava zrušena a obnovena byla v roce 2006 společností Lodní doprava Vranov. Tato společnost byla založena roku 2005. Majiteli jsou Jiří Čurda a Dalibor Dufek. Nyní[kdy?] vlastní flotilu čítající tři kusy plavidel. Loď Valentýna byla vyrobena v loděnici Navika Štěchovice roku 1961, nejprve brázdila vody Slapské přehrady. Loď prošla kompletní rekonstrukcí, která byla ukončena v dubnu 2006 a v květnu téhož roku byla spuštěna na vodu Vranovské přehrady. Loď měří 22,5 metru, do šířky má 4,2 metrů a kapacita je 75 pasažérů. V roce 2007 se společnost rozhodla postavit zcela novou loď pro osobní dopravu. Stavba byla dokončena v květnu 2007 a začátkem června byla loď jménem Viktorie úspěšně spuštěna na hladinu Vranovské přehrady. Loď měří 22,5 metrů, do šířky má 5,1 metrů a kapacita je 130 pasažérů. V roce 2016 přibyla 32,1 metrů dlouhá a 6,8 metrů široká loď Poseidon. 
V dubnu 2011 dopravila společnost Osobní lodní doprava, vedená kontroverzním podnikatelem Martinem Balíkem, na přehradu hydrobus Dyje, loď o délce 27 metrů, hmotnosti téměř třicet tun a kapacitě až 150 cestujících. Plavidlo bylo zrekonstruováno do podoby původní lodě Dyje, která na jezdila mezi letyy 1959 a 1990. V roce 2012 byla měsíc v provozu s cestujícími. Na 7. července byl plánován slavnostní křest lodi. Ve čtvrtek 7. června 2012 nad ránem (nahlášeno ve 2.11 h) na ní, když byla ukotvena u hráze, vypukl požár, který ji zničil. Majitel vyčíslil škodu na osm milionů korun a uvedl, že loď neměl proti takové události pojištěnou. Policie ve spolupráci s hasiči údajně již druhý den vyloučila, že by příčinou byla technická závada nebo náhoda. Vyšetřování podezření z úmyslného zapálení ale nebylo úspěšné a případ byl odložen.
Dne 21. srpna 2012 byla na hladinu přehrady z Bítovského mostu spuštěna nová loď Vranov, která měla nahradit vyhořelou Dyji. Vranov stejně jako Dyje pocházel z Maďarska. Jednalo se o typově stejnou, ale o několik let mladší loď. Vranov zahájil vyhlídkové plavby pod vlajkou společnosti Osobní lodní doprava Vranov na podzim 2012, výjimkou nebyly ani plavby v rozsahu původní lodní dopravy, tedy až na Farářku. Na jaře 2013 přibyla do lodního parku původní „vranovská“ Dyje (spuštěna 17. června taktéž z Bítovského mostu). Obě lodě pak o dva měsíce později zahájily okružní plavby a také pravidelnou linkovou dopravu na trase Vranov – Chvalatice – Kopaninky – Bítov-Horka – Bítov-hrad – Chmelinice, pěti páry spojů denně.

### Povodeň 2006
Koncem března 2006 byla zatopena část města Znojma. V souvislosti s touto událostí 31. března 2006 ministr zemědělství Jan Mládek odvolal z funkce Miroslava Konečného, pověřeného řízením Povodí Moravy. Podle sdělení znojemského starosty Pavla Balíka listu MF Dnes bylo při přítoku do přehrady 200 m³/s vypouštěno jen 20 m³/s, což společně s nedostatečnou předchozí rezervou pro jarní tání bylo příčinou nezvládnutí situace.

### Oprava koruny hráze
Na rok 2015 byla naplánována generální oprava koruny hráze nákladem přibližně devadesáti milionů korun. Důvodem byl její nevyhovující technický stav, zejména konstrukce přemostění přelivů. V roce 2020 byl odstraněn plot, který ohrazoval vranovskou pláž.

## Ochrana přírody
Na březích vodní nádrže se nachází maloplošná zvláště chráněná území: přírodní památky Bau, Spálená, Petrovy skály a Orlí hnízdo nebo přírodní rezervace Na Bítovské cestě, Cornštejn, U doutné skály, Růžový vrch a Tisová stráň